# Josse (nouvelle)
Josse est une nouvelle de Marcel Aymé, parue en 1950.

## Historique
Josse paraît dans En arrière, le dernier recueil de nouvelles publié du vivant de l'auteur,  en 1950.

## Résumé
Josse, militaire de carrière, vient prendre sa retraite chez sa sœur célibataire. Entre la vieille fille et l'adjudant, des difficultés apparaissent...